# アングル美術館

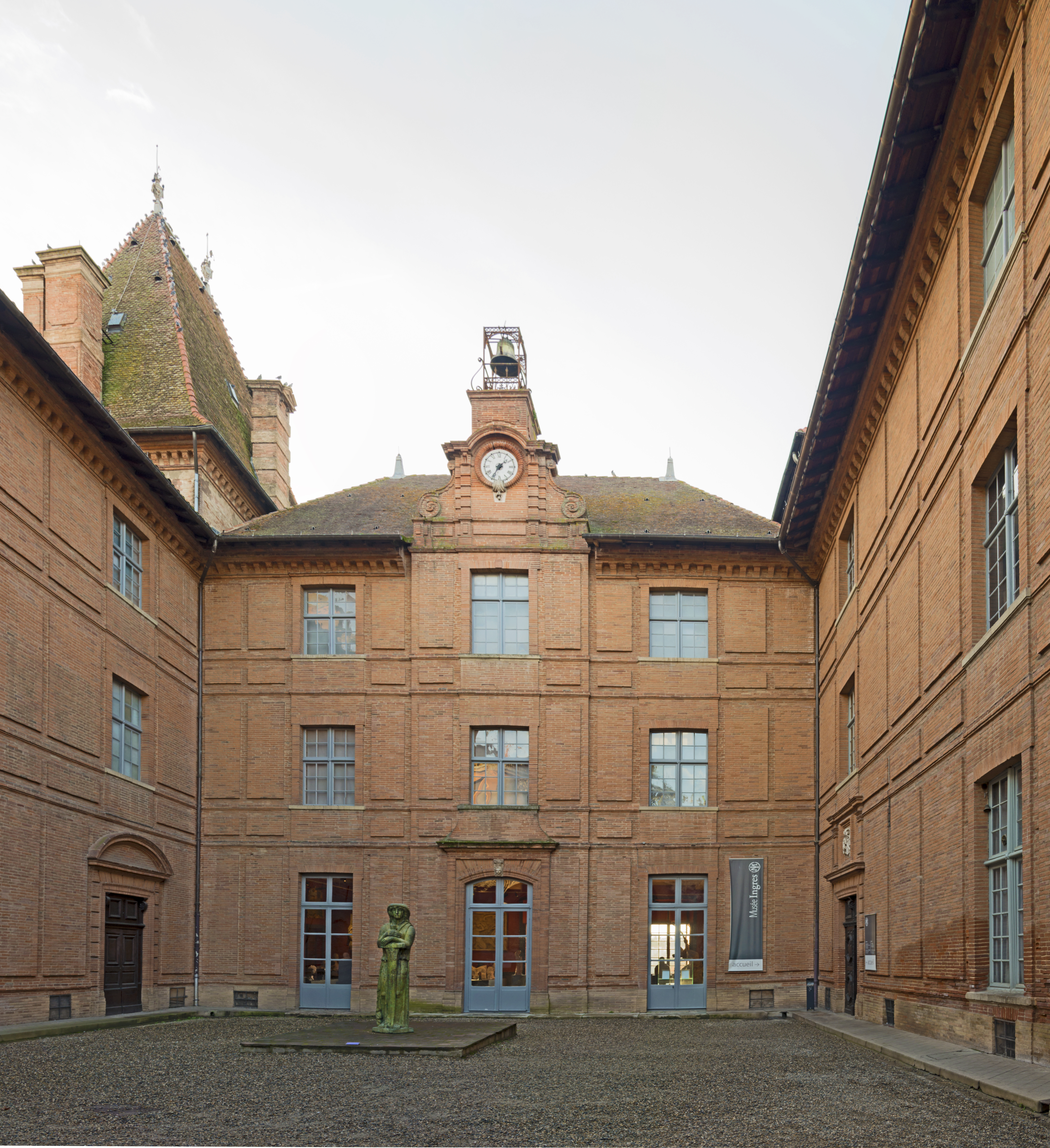
中庭

アングル美術館 (Musée Ingres) は、フランスのモントーバンにある美術館である。主にドミニク・アングルの作品を所蔵している。また、モントーバン出身のアントワーヌ・ブールデルの作品もある。

## 沿革
1851年、画家のドミニク・アングルは71歳の時に自分の作品や自身が収集した古代ギリシアの陶器等の一部をモントーバンに寄付した。そのコレクションは1854年から展示されるようになる。1867年にドミニク・アングルは死去し、所蔵していた多くのデッサンや遺品もモントーバンに遺贈された。

## 参照
1. ↑  Veille Info Tourisme, p. 130